# 刘志强 (1963年)
刘志强（1963年7月—），汉族，山东鄄城人，中华人民共和国政治人物。

## 生平
1984年毕业于国际政治学院英语系英语专业本科。毕业后在公安部外事局工作，历任欧洲处科员、副主任科员、主任科员、副处长、处长，国际联络处处长，外事局副局长，国际合作局局长。期间，1991至1992年以国家公派生身份在英国埃克斯特大学学习，获警务研究文学硕士学位；1996至1997年挂职任山东省烟台市公安局经济技术开发区分局副局长；2000至2003年，任国际刑警组织执委会委员。
2012年6月，空降地方，任青海省人民政府副省长、党组成员，中共青海省委政法委副书记、青海省公安厅厅长，成为副省部级领导干部。2016年1月，回京任中华人民共和国司法部副部长、党组成员，2023年6月卸任。
2024年4月30日，因涉嫌严重违纪违法，接受中央纪委国家监委纪律审查和监察调查，成为继前任何挺之后又一名落马的青海省公安厅前厅长，距离其前上司，司法部原部长唐一军落马不足一月。
2024年10月22日，因严重违纪违法被开除党籍。
经审理查明：2007年至2024年4月，被告人刘志强利用担任公安部国际合作局局长，青海省副省长、省公安厅厅长，司法部党组成员、副部长，国家禁毒委员会委员等职务上的便利以及职权、地位形成的便利条件，为他人在企业经营、项目承揽、业务推广、职务晋升等事项上提供帮助，直接或通过他人非法收受相关人员给予的财物共计折合人民币4245万余元。
2025年7月22日，安徽省芜湖市中级人民法院一审以受贿罪判处刘志强有期徒刑13年，并处罚金人民币300万元。